# Tour de los Alpes Marítimos y de Var 2020
La 52.ª edición de la competición ciclista Tour de los Alpes Marítimos y de Var (llamado oficialmente: Tour Cycliste International du Var et des Alpes Maritimes) fue una carrera de ciclismo en ruta por etapas que se celebró entre el 21 y el 23 de febrero de 2020 en Francia con inicio en la ciudad de Le Cannet y final en la ciudad de Tolón, sobre una distancia total de 480,5 km.
La carrera formó parte del UCI Europe Tour 2020, calendario ciclístico de los Circuitos Continentales UCI, dentro de la categoría 2.1 y fue ganada por el colombiano Nairo Quintana del Arkéa Samsic. Completaron el podio, como segundo y tercer clasificado respectivamente, el francés Romain Bardet del AG2R La Mondiale y australiano Richie Porte del Trek-Segafredo.

## Equipos participantes
Tomaron parte en la carrera 18 equipos: 8 de categoría UCI WorldTeam invitados por la organización, 7 de categoría UCI ProTeam y 3 de categoría Continental. Formaron así un pelotón de 123 ciclistas de los que acabaron 105. Los equipos participantes fueron:
| WorldTeams (8)- AG2R La Mondiale - CCC Team - Cofidis - EF Pro Cycling - Groupama-FDJ - NTT Pro Cycling - Team Sunweb - Trek-Segafredo ProTeams (7)- Arkéa-Samsic - Bingoal-Wallonie Bruxelles - B&B Hotels-Vital Concept p/b KTM - Nippo Delko One Provence - Rally Cycling - Riwal Readynez - Total Direct Énergie Equipos continentales (3)- Saint Michel-Auber 93 - Swiss Racing Academy - Natura4Ever-Roubaix Lille Métropole |
| |

## Recorrido
El Tour de los Alpes Marítimos y de Var dispuso de tres etapas dividido en una etapa escarpada, y dos etapas de media montaña, para un recorrido total de 480,5 kilómetros.
| Etapa     | Fecha     | Recorrido                   | type                   | Distancia (km) | Ganador        | Líder          |
| --------- | --------- | --------------------------- | ---------------------- | -------------- | -------------- | -------------- |
| 1.ª etapa | 21 de feb | Le Cannet – Grasse          | etapa escarpada        | 186,8          | Anthony Perez  | Anthony Perez  |
| 2.ª etapa | 22 de feb | Pégomas – Col d'Èze         | etapa de media montaña | 175,7          | Nairo Quintana | Nairo Quintana |
| 3.ª etapa | 23 de feb | La Londe-les-Maures – Tolón | etapa escarpada        | 136            | Julien Bernard | Nairo Quintana |

## Desarrollo de la carrera

### 1.ª etapa
| Le Cannet - Grasse | etapa escarpada | (186,8 km) |

| \| Clasificación de la etapa \| Clasificación de la etapa \| Clasificación de la etapa \| Clasificación de la etapa \| Clasificación de la etapa \| \| Ciclista \| Ciclista \| Equipo \| Tiempo \| \| \| ------------------------- \| ------------------------- \| ------------------------- \| ------------------------- \| ------------------------- \| \| 1.º \| Anthony Perez \| Cofidis \| 4 h 54 min 03 s \| \| \| 2.º \| Anthony Turgis \| Total Direct Énergie \| + 2 s \| \| \| 3.º \| Michael Storer \| Team Sunweb \| + 4 s \| \| \| 4.º \| Thibaut Pinot \| Groupama-FDJ \| + 6 s \| \| \| 5.º \| Attila Valter \| CCC Team \| + 6 s \| \| \| 6.º \| Simon Clarke \| EF Pro Cycling \| + 6 s \| \| \| 7.º \| Benoît Cosnefroy \| AG2R La Mondiale \| + 6 s \| \| \| 8.º \| Julien El Fares \| Nippo-Delko One Provence \| + 6 s \| \| \| 9.º \| Lilian Calmejane \| Total Direct Énergie \| + 6 s \| \| \| 10.º \| Romain Bardet \| AG2R La Mondiale \| + 6 s \| \| |                  |                          |                 |
| |                  |                          |                 |
| Fuente: ProCyclingStats |                  |                          |                 |
| Clasificación de la etapa |                  |                          |                 |
| Ciclista | Ciclista         | Equipo                   | Tiempo          |
| 1.º | Anthony Perez    | Cofidis                  | 4 h 54 min 03 s |
| 2.º | Anthony Turgis   | Total Direct Énergie     | + 2 s           |
| 3.º | Michael Storer   | Team Sunweb              | + 4 s           |
| 4.º | Thibaut Pinot    | Groupama-FDJ             | + 6 s           |
| 5.º | Attila Valter    | CCC Team                 | + 6 s           |
| 6.º | Simon Clarke     | EF Pro Cycling           | + 6 s           |
| 7.º | Benoît Cosnefroy | AG2R La Mondiale         | + 6 s           |
| 8.º | Julien El Fares  | Nippo-Delko One Provence | + 6 s           |
| 9.º | Lilian Calmejane | Total Direct Énergie     | + 6 s           |
| 10.º | Romain Bardet    | AG2R La Mondiale         | + 6 s           |

| \| Clasificación general \| Clasificación general \| Clasificación general \| Clasificación general \| Clasificación general \| \| Ciclista \| Ciclista \| Equipo \| Tiempo \| \| \| --------------------- \| --------------------- \| ------------------------ \| --------------------- \| --------------------- \| \| 1.º \| Anthony Perez \| Cofidis \| 4 h 54 min 03 s \| \| \| 2.º \| Anthony Turgis \| Total Direct Énergie \| + 2 s \| \| \| 3.º \| Michael Storer \| Team Sunweb \| + 4 s \| \| \| 4.º \| Thibaut Pinot \| Groupama-FDJ \| + 6 s \| \| \| 5.º \| Attila Valter \| CCC Team \| + 6 s \| \| \| 6.º \| Simon Clarke \| EF Pro Cycling \| + 6 s \| \| \| 7.º \| Benoît Cosnefroy \| AG2R La Mondiale \| + 6 s \| \| \| 8.º \| Julien El Fares \| Nippo-Delko One Provence \| + 6 s \| \| \| 9.º \| Lilian Calmejane \| Total Direct Énergie \| + 6 s \| \| \| 10.º \| Romain Bardet \| AG2R La Mondiale \| + 6 s \| \| |                  |                          |                 |
| |                  |                          |                 |
| Fuente: ProCyclingStats |                  |                          |                 |
| Clasificación general |                  |                          |                 |
| Ciclista | Ciclista         | Equipo                   | Tiempo          |
| 1.º | Anthony Perez    | Cofidis                  | 4 h 54 min 03 s |
| 2.º | Anthony Turgis   | Total Direct Énergie     | + 2 s           |
| 3.º | Michael Storer   | Team Sunweb              | + 4 s           |
| 4.º | Thibaut Pinot    | Groupama-FDJ             | + 6 s           |
| 5.º | Attila Valter    | CCC Team                 | + 6 s           |
| 6.º | Simon Clarke     | EF Pro Cycling           | + 6 s           |
| 7.º | Benoît Cosnefroy | AG2R La Mondiale         | + 6 s           |
| 8.º | Julien El Fares  | Nippo-Delko One Provence | + 6 s           |
| 9.º | Lilian Calmejane | Total Direct Énergie     | + 6 s           |
| 10.º | Romain Bardet    | AG2R La Mondiale         | + 6 s           |

### 2.ª etapa
| Pégomas - Col d'Èze | etapa de media montaña | (175,7 km) |

| \| Clasificación de la etapa \| Clasificación de la etapa \| Clasificación de la etapa \| Clasificación de la etapa \| Clasificación de la etapa \| \| Ciclista \| Ciclista \| Equipo \| Tiempo \| \| \| ------------------------- \| ------------------------- \| -------------------------- \| ------------------------- \| ------------------------- \| \| 1.º \| Nairo Quintana \| Arkéa-Samsic \| 4 h 44 min 17 s \| \| \| 2.º \| Simon Clarke \| EF Pro Cycling \| + 40 s \| \| \| 3.º \| Lilian Calmejane \| Total Direct Énergie \| + 40 s \| \| \| 4.º \| Thibaut Pinot \| Groupama-FDJ \| + 40 s \| \| \| 5.º \| Fausto Masnada \| CCC Team \| + 40 s \| \| \| 6.º \| Nicolas Roche \| Team Sunweb \| + 40 s \| \| \| 7.º \| Nicolas Edet \| Cofidis \| + 40 s \| \| \| 8.º \| Sam Oomen \| Team Sunweb \| + 40 s \| \| \| 9.º \| Romain Bardet \| AG2R La Mondiale \| + 40 s \| \| \| 10.º \| Laurens Huys \| Bingoal-Wallonie Bruxelles \| + 40 s \| \| |                  |                            |                 |
| |                  |                            |                 |
| Fuente: ProCyclingStats |                  |                            |                 |
| Clasificación de la etapa |                  |                            |                 |
| Ciclista | Ciclista         | Equipo                     | Tiempo          |
| 1.º | Nairo Quintana   | Arkéa-Samsic               | 4 h 44 min 17 s |
| 2.º | Simon Clarke     | EF Pro Cycling             | + 40 s          |
| 3.º | Lilian Calmejane | Total Direct Énergie       | + 40 s          |
| 4.º | Thibaut Pinot    | Groupama-FDJ               | + 40 s          |
| 5.º | Fausto Masnada   | CCC Team                   | + 40 s          |
| 6.º | Nicolas Roche    | Team Sunweb                | + 40 s          |
| 7.º | Nicolas Edet     | Cofidis                    | + 40 s          |
| 8.º | Sam Oomen        | Team Sunweb                | + 40 s          |
| 9.º | Romain Bardet    | AG2R La Mondiale           | + 40 s          |
| 10.º | Laurens Huys     | Bingoal-Wallonie Bruxelles | + 40 s          |

| \| Clasificación general \| Clasificación general \| Clasificación general \| Clasificación general \| Clasificación general \| \| Ciclista \| Ciclista \| Equipo \| Tiempo \| \| \| --------------------- \| --------------------- \| --------------------- \| --------------------- \| --------------------- \| \| 1.º \| Nairo Quintana \| Arkéa-Samsic \| 9 h 38 min 26 s \| \| \| 2.º \| Michael Storer \| Team Sunweb \| + 38 s \| \| \| 3.º \| Simon Clarke \| EF Pro Cycling \| + 40 s \| \| \| 4.º \| Thibaut Pinot \| Groupama-FDJ \| + 40 s \| \| \| 5.º \| Lilian Calmejane \| Total Direct Énergie \| + 40 s \| \| \| 6.º \| Fausto Masnada \| CCC Team \| + 40 s \| \| \| 7.º \| Romain Bardet \| AG2R La Mondiale \| + 40 s \| \| \| 8.º \| Attila Valter \| CCC Team \| + 40 s \| \| \| 9.º \| Sam Oomen \| Team Sunweb \| + 40 s \| \| \| 10.º \| Nicolas Edet \| Cofidis \| + 40 s \| \| |                  |                      |                 |
| |                  |                      |                 |
| Fuente: ProCyclingStats |                  |                      |                 |
| Clasificación general |                  |                      |                 |
| Ciclista | Ciclista         | Equipo               | Tiempo          |
| 1.º | Nairo Quintana   | Arkéa-Samsic         | 9 h 38 min 26 s |
| 2.º | Michael Storer   | Team Sunweb          | + 38 s          |
| 3.º | Simon Clarke     | EF Pro Cycling       | + 40 s          |
| 4.º | Thibaut Pinot    | Groupama-FDJ         | + 40 s          |
| 5.º | Lilian Calmejane | Total Direct Énergie | + 40 s          |
| 6.º | Fausto Masnada   | CCC Team             | + 40 s          |
| 7.º | Romain Bardet    | AG2R La Mondiale     | + 40 s          |
| 8.º | Attila Valter    | CCC Team             | + 40 s          |
| 9.º | Sam Oomen        | Team Sunweb          | + 40 s          |
| 10.º | Nicolas Edet     | Cofidis              | + 40 s          |

### 3.ª etapa
| La Londe-les-Maures - Tolón | etapa escarpada | (136 km) |

| \| Clasificación de la etapa \| Clasificación de la etapa \| Clasificación de la etapa \| Clasificación de la etapa \| Clasificación de la etapa \| \| Ciclista \| Ciclista \| Equipo \| Tiempo \| \| \| ------------------------- \| --------------------------- \| -------------------------------- \| ------------------------- \| ------------------------- \| \| 1.º \| Julien Bernard \| Trek-Segafredo \| 3 h 28 min 51 s \| \| \| 2.º \| Nans Peters \| AG2R La Mondiale \| + 3 s \| \| \| 3.º \| Lars van den Berg \| Équipe continentale Groupama-FDJ \| + 42 s \| \| \| 4.º \| Kenny Molly \| Bingoal-Wallonie Bruxelles \| + 1 min 18 s \| \| \| 5.º \| Eddy Finé \| Cofidis \| + 1 min 34 s \| \| \| 6.º \| Reinardt Janse van Rensburg \| NTT Pro Cycling \| + 2 min 10 s \| \| \| 7.º \| Nairo Quintana \| Arkéa-Samsic \| + 2 min 15 s \| \| \| 8.º \| Romain Bardet \| AG2R La Mondiale \| + 2 min 15 s \| \| \| 9.º \| Richie Porte \| Trek-Segafredo \| + 2 min 15 s \| \| \| 10.º \| Tanel Kangert \| EF Pro Cycling \| + 2 min 32 s \| \| |                             |                                  |                 |
| |                             |                                  |                 |
| Fuente: ProCyclingStats |                             |                                  |                 |
| Clasificación de la etapa |                             |                                  |                 |
| Ciclista | Ciclista                    | Equipo                           | Tiempo          |
| 1.º | Julien Bernard              | Trek-Segafredo                   | 3 h 28 min 51 s |
| 2.º | Nans Peters                 | AG2R La Mondiale                 | + 3 s           |
| 3.º | Lars van den Berg           | Équipe continentale Groupama-FDJ | + 42 s          |
| 4.º | Kenny Molly                 | Bingoal-Wallonie Bruxelles       | + 1 min 18 s    |
| 5.º | Eddy Finé                   | Cofidis                          | + 1 min 34 s    |
| 6.º | Reinardt Janse van Rensburg | NTT Pro Cycling                  | + 2 min 10 s    |
| 7.º | Nairo Quintana              | Arkéa-Samsic                     | + 2 min 15 s    |
| 8.º | Romain Bardet               | AG2R La Mondiale                 | + 2 min 15 s    |
| 9.º | Richie Porte                | Trek-Segafredo                   | + 2 min 15 s    |
| 10.º | Tanel Kangert               | EF Pro Cycling                   | + 2 min 32 s    |

## Clasificaciones finales
- Las clasificaciones finalizaron de la siguiente forma:[4]

### Clasificación general
| \| Clasificación general \| Clasificación general \| Clasificación general \| Clasificación general \| Clasificación general \| \| Ciclista \| Ciclista \| Equipo \| Tiempo \| \| \| --------------------- \| --------------------- \| ------------------------ \| --------------------- \| --------------------- \| \| 1.º \| Nairo Quintana \| Arkéa-Samsic \| 13 h 09 min 32 s \| \| \| 2.º \| Romain Bardet \| AG2R La Mondiale \| + 40 s \| \| \| 3.º \| Richie Porte \| Trek-Segafredo \| + 40 s \| \| \| 4.º \| Tanel Kangert \| EF Pro Cycling \| + 57 s \| \| \| 5.º \| Nicolas Edet \| Cofidis \| + 59 s \| \| \| 6.º \| Thibaut Pinot \| Groupama-FDJ \| + 1 min 04 s \| \| \| 7.º \| Nicolas Roche \| Team Sunweb \| + 1 min 06 s \| \| \| 8.º \| Julien El Fares \| Nippo-Delko One Provence \| + 1 min 06 s \| \| \| 9.º \| Fausto Masnada \| CCC Team \| + 1 min 10 s \| \| \| 10.º \| Attila Valter \| CCC Team \| + 1 min 14 s \| \| |                 |                          |                  |
| |                 |                          |                  |
| Fuente: ProCyclingStats |                 |                          |                  |
| Clasificación general |                 |                          |                  |
| Ciclista | Ciclista        | Equipo                   | Tiempo           |
| 1.º | Nairo Quintana  | Arkéa-Samsic             | 13 h 09 min 32 s |
| 2.º | Romain Bardet   | AG2R La Mondiale         | + 40 s           |
| 3.º | Richie Porte    | Trek-Segafredo           | + 40 s           |
| 4.º | Tanel Kangert   | EF Pro Cycling           | + 57 s           |
| 5.º | Nicolas Edet    | Cofidis                  | + 59 s           |
| 6.º | Thibaut Pinot   | Groupama-FDJ             | + 1 min 04 s     |
| 7.º | Nicolas Roche   | Team Sunweb              | + 1 min 06 s     |
| 8.º | Julien El Fares | Nippo-Delko One Provence | + 1 min 06 s     |
| 9.º | Fausto Masnada  | CCC Team                 | + 1 min 10 s     |
| 10.º | Attila Valter   | CCC Team                 | + 1 min 14 s     |

### Clasificación de la montaña
| Clasificación de la montaña | Clasificación de la montaña | Clasificación de la montaña | Clasificación de la montaña | Clasificación de la montaña |
| Ciclista                    | Ciclista                    | Equipo                      | Puntos                      |                             |
| --------------------------- | --------------------------- | --------------------------- | --------------------------- | --------------------------- |
| 1.º                         | Julien Bernard              | Trek-Segafredo              | 16 pts                      |                             |
| 2.º                         | Damian Lüscher              | Swiss Racing Academy        | 14 pts                      |                             |
| 3.º                         | Mathijs Paasschens          | Bingoal-Wallonie Bruxelles  | 14 pts                      |                             |
| 4.º                         | Anthony Turgis              | Total Direct Énergie        | 12 pts                      |                             |
| 5.º                         | Nans Peters                 | AG2R La Mondiale            | 12 pts                      |                             |
| 6.º                         | Nigel Ellsay                | Rally Cycling               | 8 pts                       |                             |
| 7.º                         | Léo Vincent                 | Groupama-FDJ                | 6 pts                       |                             |
| 8.º                         | Michael Gogl                | NTT Pro Cycling             | 6 pts                       |                             |
| 9.º                         | Alessandro Fedeli           | Nippo-Delko One Provence    | 6 pts                       |                             |
| 10.º                        | Kenny Molly                 | Bingoal-Wallonie Bruxelles  | 4 pts                       |                             |

### Clasificación de los puntos
| Clasificación por puntos | Clasificación por puntos | Clasificación por puntos | Clasificación por puntos | Clasificación por puntos |
| Ciclista                 | Ciclista                 | Equipo                   | Puntos                   |                          |
| ------------------------ | ------------------------ | ------------------------ | ------------------------ | ------------------------ |
| 1.º                      | Nairo Quintana           | Arkéa-Samsic             | 39 pts                   |                          |
| 2.º                      | Anthony Perez            | Cofidis                  | 37 pts                   |                          |
| 3.º                      | Thibaut Pinot            | Groupama-FDJ             | 32 pts                   |                          |
| 4.º                      | Simon Clarke             | EF Pro Cycling           | 30 pts                   |                          |
| 5.º                      | Anthony Turgis           | Total Direct Énergie     | 30 pts                   |                          |
| 6.º                      | Julien Bernard           | Trek-Segafredo           | 25 pts                   |                          |
| 7.º                      | Eddy Finé                | Cofidis                  | 24 pts                   |                          |
| 8.º                      | Lilian Calmejane         | Total Direct Énergie     | 23 pts                   |                          |
| 9.º                      | Romain Bardet            | AG2R La Mondiale         | 21 pts                   |                          |
| 10.º                     | Michael Storer           | Team Sunweb              | 21 pts                   |                          |

### Clasificación de los jóvenes
| Clasificación del mejor joven | Clasificación del mejor joven | Clasificación del mejor joven | Clasificación del mejor joven | Clasificación del mejor joven |
| Ciclista                      | Ciclista                      | Equipo                        | Tiempo                        |                               |
| ----------------------------- | ----------------------------- | ----------------------------- | ----------------------------- | ----------------------------- |
| 1.º                           | Attila Valter                 | CCC Team                      | 13 h 10 min 46 s              |                               |
| 2.º                           | Michael Storer                | Team Sunweb                   | + 11 s                        |                               |
| 3.º                           | Laurens Huys                  | Bingoal-Wallonie Bruxelles    | + 5 min 38 s                  |                               |
| 4.º                           | Dorian Godon                  | AG2R La Mondiale              | + 9 min 03 s                  |                               |
| 5.º                           | Georg Zimmermann              | CCC Team                      | + 11 min 29 s                 |                               |
| 6.º                           | Mark Donovan                  | Team Sunweb                   | + 11 min 32 s                 |                               |
| 7.º                           | Kenny Molly                   | Bingoal-Wallonie Bruxelles    | + 12 min 20 s                 |                               |
| 8.º                           | Eddy Finé                     | Cofidis                       | + 12 min 36 s                 |                               |
| 9.º                           | Luis Villalobos               | EF Pro Cycling                | + 14 min 20 s                 |                               |
| 10.º                          | William Barta                 | CCC Team                      | + 14 min 20 s                 |                               |

### Clasificación por equipos
| Clasificación por equipos | Clasificación por equipos  | Clasificación por equipos | Clasificación por equipos |
| Equipo                    | Equipo                     | Tiempo                    |                           |
| ------------------------- | -------------------------- | ------------------------- | ------------------------- |
| 1.º                       | Trek-Segafredo             | 39 h 29 min 59 s          |                           |
| 2.º                       | Groupama-FDJ               | + 1 min 32 s              |                           |
| 3.º                       | Team Sunweb                | + 3 min 13 s              |                           |
| 4.º                       | CCC Team                   | + 4 min 06 s              |                           |
| 5.º                       | AG2R La Mondiale           | + 4 min 28 s              |                           |
| 6.º                       | Arkéa-Samsic               | + 7 min 15 s              |                           |
| 7.º                       | EF Pro Cycling             | + 10 min 47 s             |                           |
| 8.º                       | NTT Pro Cycling            | + 11 min 00 s             |                           |
| 9.º                       | Nippo Delko One Provence   | + 16 min 56 s             |                           |
| 10.º                      | Bingoal-Wallonie Bruxelles | + 21 min 00 s             |                           |

## Evolución de las clasificaciones
| Etapa                   | Vencedor                | Clasificación general | Clasificación de la montaña | Clasificación de los puntos | Clasificación de los jóvenes | Clasificación por equipos |
| ----------------------- | ----------------------- | --------------------- | --------------------------- | --------------------------- | ---------------------------- | ------------------------- |
| 1.ª                     | Anthony Perez           | Anthony Perez         | Anthony Turgis              | Anthony Perez               | Michael Storer               | Sunweb                    |
| 2.ª                     | Nairo Quintana          | Nairo Quintana        | Damian Lüscher              | Anthony Perez               | Michael Storer               | Sunweb                    |
| 3.ª                     | Julien Bernard          | Nairo Quintana        | Julien Bernard              | Nairo Quintana              | Attila Valter                | Trek-Segafredo            |
| Clasificaciones finales | Clasificaciones finales | Nairo Quintana        | Julien Bernard              | Nairo Quintana              | Attila Valter                | Trek-Segafredo            |

## Ciclistas participantes y posiciones finales
Convenciones:
- AB-N: Abandono en la etapa "N"
- FLT-N: Retiro por llegada fuera del límite de tiempo en la etapa "N"
- NTS-N: No tomó la salida para la etapa "N"
- DES-N: Descalificado o expulsado en la etapa "N"

## UCI World Ranking
El Tour de los Alpes Marítimos y de Var otorgó puntos para el UCI World Ranking para corredores de los equipos en las categorías UCI WorldTeam, UCI ProTeam y Continental. Las siguientes tablas son el baremo de puntuación y los 10 corredores que obtuvieron más puntos:
| Posición              | 1.º | 2.º | 3.º | 4.º | 5.º | 6.º | 7.º | 8.º | 9.º | 10.º | 11.º | 12.º | 13.º-15.º | 16.º-25.º |
| Clasificación general | 125 | 85  | 70  | 60  | 50  | 40  | 35  | 30  | 25  | 20   | 15   | 10   | 5         | 3         |
| Por etapa             | 14  | 5   | 3   |     |     |     |     |     |     |      |      |      |           |           |
| Líder                 | 3   |     |     |     |     |     |     |     |     |      |      |      |           |           |

| Clasificación |                 |                            |         |       |       |       |
| Posición      | Ciclista        | Equipo                     | General | Etapa | Líder | Total |
| ------------- | --------------- | -------------------------- | ------- | ----- | ----- | ----- |
| 1.º           | Nairo Quintana  | Arkéa Samsic               | 125     | 14    | 3     | 142   |
| 2.º           | Romain Bardet   | AG2R La Mondiale           | 85      | -     | -     | 85    |
| 3.º           | Richie Porte    | Trek-Segafredo             | 70      | -     | -     | 70    |
| 4.º           | Tanel Kangert   | EF                         | 60      | -     | -     | 60    |
| 5.º           | Nicolas Edet    | Cofidis, Solutions Crédits | 50      | -     | -     | 50    |
| 6.º           | Thibaut Pinot   | Groupama-FDJ               | 40      | -     | -     | 40    |
| 7.º           | Nicolas Roche   | Sunweb                     | 35      | -     | -     | 35    |
| 8.º           | Julien El Fares | NIPPO DELKO One Provence   | 30      | -     | -     | 30    |
| 9.º           | Fausto Masnada  | CCC                        | 25      | -     | -     | 25    |
| 10.º          | Attila Valter   | CCC                        | 20      | -     | -     | 20    |